# Kisteglad
Kisteglad er en dansk kortfilm fra 1991, der er instrueret af Lars Christiansen efter eget manuskript.

## Handling
Et grønt parti, et grønt miljø, grøn mad, ja endda grønne afgange på flyruter findes der. Men hvad med en grøn begravelse? En sort humoristisk historie om genbrug af ligkister, der udspilles i krydsfeltet mellem idealisme og kynisme.